# Cladastomum
Cladastomum es un género de musgos perteneciente a la amilia Archidiaceae. Comprende 2 especies descritas y   aceptadas.

## Taxonomía
El género fue descrito por Johann Karl August Müller y publicado en Bulletin de l'Herbier Boissier 6: 21. 1898. La especie tipo es Cladastomum ulei Müll. Hal.

## Especies aceptadas
A continuación se brinda un listado de las especies del género Cladastomum aceptadas hasta febrero de 2015, ordenadas alfabéticamente. Para cada una se indica el nombre binomial seguido del autor, abreviado según las convenciones y usos.
- Cladastomum robustum Broth.
- Cladastomum ulei Müll. Hal.